# Cosmeodillo joliveti
Cosmeodillo joliveti is een pissebed uit de familie Armadillidae. De wetenschappelijke naam van de soort is voor het eerst geldig gepubliceerd in 1972 door Vandel.